# Mario Abbate

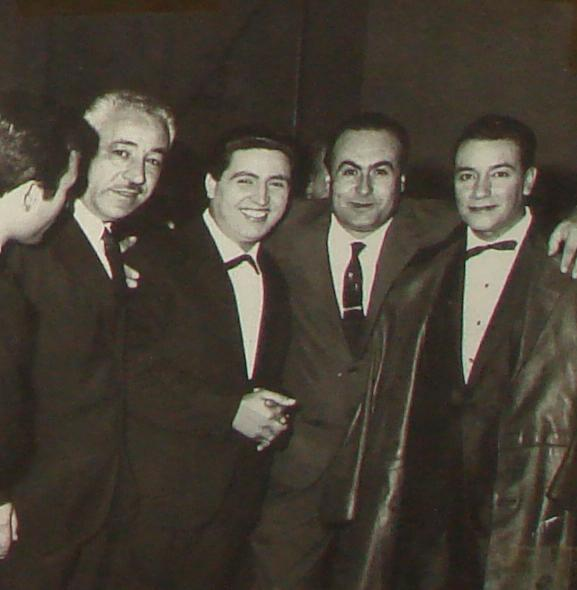
Mario Trevi (centro) y Mario Abbate (primero a la derecha) en 1963, en el Festival de Nápoles, en el que participaron con la canción «Indifferentemente».

Mario Abbate (Nápoles, 10 de agosto de 1927-Nápoles, 6 de agosto de 1981) fue un cantante italiano, uno de los principales exponentes de la canción napolitana.
Fue un gran intérprete de sceneggiate. Actuó en varias películas, siempre representándose a sí mismo: E Napoli canta (1953) de Armando Grottini, Un día en la comisaría (1954) de Giorgio Simonelli y en Arreglo de cuentas en San Genaro (1966) de Dino Risi.

## Discografía

### 33 rpm
- (1965) - Melodie popolari italiane (Vis Radio, ViMT 08437)
- (1966) - Melodie popolari italiane vol. 2 (Vis Radio, ViMT 08438)
- (1966) - Melodie popolari italiane vol. 3 (Vis Radio, ViMT 08439)
- (1967) - Melodie popolari italiane vol. 4 (Vis Radio, ViMT 08440)
- (1967) - Mario Abbate (Vis Radio, ViMT 08456)
- (1971) - Mario Abbate (MA Record, LPMA 101)
- (1972) - O mare 'e Margellina (Bella Record, BRLP 10 003)
- (1972) - Piscatore 'e Pusilleco (Bella Record, BRLP 10 004)
- (1972) - Signora contadina (Bella Record, BRLP 10 005)
- (1973) - Nun chiammate a legge (Bella Record, BRLP 10 006)
- (1973) - Reginella (Bella Record, BRLP 10 019)
- (1974) - Brava gente (Zeus Record, Zeus BE 0057)
- (1974) - Tradimento all'omertà (Zeus Record, Zeus BE 0059)
- (1975) - Chisto è 'o paese d'o sole (Zeus Record, Zeus BE 0068)
- (1976) - Salvatore e Maria (PRG Record, PRG 3001)
- (1977) - Con tanto amore (Rca Record, Rca NL 31328 GKAY29954)

### 45 rpm
- (1957) - A sunnambula/Nanassa (Vis Radio, ViMQN 36038)
- (1958) - Suonno a Marechiaro/Si nasco 'n'ata vota (Vis Radio, ViMQN 36143)
- (1958) - Suonno a Marechiaro/Chiove a zeffunno (Vis Radio, ViMQN 36148)
- (1958) - Che m'he fatto/Fravulella (Vis Radio, ViMQN 36212)
- (1958) - O cunto 'e Palummella/'O fachiro (Vis Radio, ViMQN 36214)
- (1958) - Zitto oj core/Mi a credere Mmaculà (Vis Radio, ViMQN 36217)
- (1958) - Zitto oj core/'A staggione 'e l'ammore (Vis Radio, ViMQN 36284)
- (1958) - O guappo d'e canzone/Se saglie co' core (Vis Radio, ViMQN 36294)
- (1958) - O cunto 'e Palummella/Suarè (Vis Radio, ViMQN 36295)
- (1958) - O vico d'e chitarre/Frennesia (Vis Radio, ViMQN 36309)
- (1959) - E scalelle do paraviso/Campagnola 'e quinnice anne (Vis Radio, ViMQN 36446)
- (1959) - Accussì/Primmavera (Vis Radio, ViMQN 36478)
- (1959) - Passiuncella/Si tu! (Vis Radio, ViMQN 36479)
- (1959) - Vieneme 'nzuonno/'Mbraccio a tte (Vis Radio, ViMQN 36480)
- (1959) - Padrone d'o mare/'A rosa rosa (Vis Radio, ViMQN 36481)
- (1959) - Tenimmece pa mano/Capricciosella... (Vis Radio, ViMQN 36494)
- (1959) - E' bello 'o mare/Io sò napulitano (Vis Radio, ViMQN 36497)
- (1959) - Lettere stracciate/L'uocchie ca parlano (Vis Radio, ViMQN 36498)
- (1959) - Pecchè si femmena/'O peccatore (Vis Radio, ViMQN 36515)
- (1959) - Aria 'e Pusilleco/E scenne 'a sera (Vis Radio, ViMQN 36521)
- (1959) - O tesoro 'e Napule/Ammore chesto fà! (Vis Radio, ViMQN 36523)
- (1960) - Siente a me/Pecchè si femmena (Vis Radio, ViMQN 36544)
- (1960) - Marenarella/Pè tutta vita (Vis Radio, ViMQN 36548)
- (1960) - Il mare/Romantica (Vis Radio, ViMQN 36552)
- (1960) - Palomma/Brava gente (Vis Radio, ViMQN 36563)
- (1960) - Reginella/'O zampugnaro 'nnammurato (Vis Radio, ViMQN 36564)
- (1960) - Nnammurata da fantasia/Nun so cchiù niente pe tte (Vis Radio, ViMQN 36574)
- (1960) - Creatura mia/Incontro al sole (Vis Radio, ViMQN 36575)
- (1960) - Tu si napulitana/Pecchè nun tuorne? (Vis Radio, ViMQN 36577)
- (1960) - Serenata a Margellina/Uè, uè che femmena (Vis Radio, ViMQN 36593)
- (1960) - Nuvole/Stasera, si... (Vis Radio, ViMQN 36599)
- (1960) - Note d'ammore/Stasera, si... (Vis Radio, ViMQN 36599)
- (1960) - E stelle cadente/Musica 'mpruvvisata (Vis Radio, ViMQN 36600)
- (1961) - Pa stessa via/Oj luna, lù (Vis Radio, VLMQN 056021)
- (1961) - Nisciuno me pò da/'Na bella bruna (Vis Radio, VLMQN 056029)
- (1961) - Mandolino...mandolino/Serenata a chi mi vuol bene (Vis Radio, VLMQN 056044)
- (1961) - Nustalgia/Chella d'e suonne... (Vis Radio, VLMQN 056047)
- (1961) - Core e musica/Ogne minuto (Vis Radio, VLMQN 056048)
- (1961) - Friccicarella/'Nu suonno... (Vis Radio, VLMQN 056052)
- (1961) - Te pigliato 'o sole/Mare verde (Vis Radio, VLMQN 056071)
- (1961) - Ncantesimo sott'a luna/T'aspettavo (Vis Radio, VLMQN 056074)
- (1961) - E ddoje Lucie/Tu sempe (Vis Radio, VLMQN 056081)
- (1961) - Settembre cu mme/Cunto 'e lampare (Vis Radio, VLMQN 056084)
- (1961) - Ombra/Triste autunno (Vis Radio, VLMQN 056085)
- (1961) - Vasanno stu cuscino/Suonno a mare (Vis Radio, VLMQN 056086)
- (1961) - O ventaglio giappunese/Portalettere 'nnammurato (Vis Radio, VLMQN 056102)
- (1961) - Bè bè bè/Ma pecchè (Vis Radio, VLMQN 056103)
- (1961) - E ddoje Lucie/Nustalgia (Vis Radio, VLMQN 056110)
- (1961) - Santa Lucia/'O balcone 'e rimpetto (Vis Radio, VLMQN 056111)
- (1961) - Vico 'e notte/'O studentiello (Vis Radio, VLMQN 056112)
- (1962) - Tango italiano/Gondolì gondolà (Vis Radio, VLMQN 056117)
- (1962) - Vestita di rosso/Nel seme di un fiore (Vis Radio, VLMQN 056118)
- (1962) - Strada dei sogni/Dinta sta varchetella (Vis Radio, VLMQN 056125)
- (1962) - E' maggio e chiove/Spaccalegna (Vis Radio, VLMQN 056127)
- (1962) - Mandulino 'e Santa Lucia/Notte 'ncampagna (Vis Radio, VLMQN 056132)
- (1962) - O studentiello/Serenata a chi mi vuol bene (Vis Radio, VLMQN 056134)
- (1962) - Marechiaro e Mergellina/'Na freva nova (Vis Radio, VLMQN 056136)
- (1962) - Serenella mia/Nel seme di un fiore (Vis Radio, VLMQN 056137)
- (1962) - Grazie/'Na freva nova (Vis Radio, VLMQN 056142)
- (1962) - Nuttata 'e luna/Marechiaro e Mergellina (Vis Radio, VLMQN 056146)
- (1962) - Violino tzigano/Margellina, Catarì (Vis Radio, VLMQN 056156)
- (1962) - Luna caprese/Io, te vurria vasà (Vis Radio, VLMQN 056157)
- (1962) - Na sera 'e maggio/'A sirena (Vis Radio, VLMQN 056163)
- (1962) - Mandulinata blu/Nuie ce lassammo (Vis Radio, VLMQN 056168)
- (1963) - O marenaro/Te lasso (Vis Radio, VLMQN 056171)
- (1963) - Oggi non ho tempo/Bianca luna (Vis Radio, VLMQN 056174)
- (1963) - Vorrei fermare il tempo/Prima sera (Vis Radio, VLMQN 056175)
- (1963) - Zingara malandrina/Brillante nire (Vis Radio, VLMQN 056179)
- (1963) - Suspiro 'e marenaro/'A canzona do cucchiere (Vis Radio, VLMQN 056180)
- (1963) - E' stato un attimo/Lei solamente (Vis Radio, VLMQN 056183)
- (1963) - Briggì Bardò napulitana/Casarella (Vis Radio, VLMQN 056184)
- (1963) - Signore avvocato/Priggiuniero 'e guerra (Vis Radio, VLMQN 056188)
- (1963) - Purtatele sti rrose/Quanta rose (Vis Radio, VLMQN 056189)
- (1963) - Catena/'O vascio (Vis Radio, VLMQN 056191)
- (1963) - Fenesta 'ndussecosa/Sona, chitarra (Vis Radio, VLMQN 056192)
- (1963) - Napulitanata/'N'accordo in fa (Vis Radio, VLMQN 056193)
- (1963) - Surdate/Adduormete cu mme (Vis Radio, VLMQN 056194)
- (1963) - Malavia/'A spina 'e 'na rosa (Vis Radio, VLMQN 056201)
- (1963) - E' Napule/Ohi luna lù (Vis Radio, VLMQN 056202)
- (1963) - A canzone 'e tutte ssere/Io sò geluso (Vis Radio, VLMQN 056208)
- (1963) - Quì...Napoli/Margellina, Catarì (Vis Radio, VLMQN 056210)
- (1963) - A stessa Maria/T'aggia lassà (Vis Radio, VLMQN 056211)
- (1963) - Sunnano a Santa Lucia/'A chitarra e tu (Vis Radio, VLMQN 056213)
- (1963) - Maria yè yè/'A fenesta 'e rimpetto (Vis Radio, VLMQN 056216)
- (1963) - Indifferentemente/Dinta cchiesa (Vis Radio, VLMQN 056219)
- (1963) - Cu tte a Santa Lucia/Serenata argiento e blu (Vis Radio, VLMQN 056222)
- (1963) - Indifferentemente/Sunnanno a Santa Lucia (Vis Radio, VLMQN 056225)
- (1963) - Indifferentemente/Maria yè yè (Vis Radio, VLMQN 056226)
- (1964) - Suonne d'emigrante/Giuvinuttiello 'e Santa Lucia (Vis Radio, VLMQN 056244)
- (1964) - Capri si ttu/Bella busciarda (Vis Radio, VLMQN 056248)
- (1964) - Stanotte nun durmì/N'ata via (Vis Radio, VLMQN 056250)
- (1964) - Ddoje serenate/Suspiranno (Vis Radio, VLMQN 056257)
- (1964) - Damme 'nu suonno/Se parla 'e Napule (Vis Radio, VLMQN 056270)
- (1964) - Luna quadrata/Aspettanno dimane (Vis Radio, VLMQN 056271)
- (1964) - E' piccerella/Siente, Marì... (Vis Radio, VLMQN 056285)
- (1964) - Munastiero 'e Santa Chiara/Te voglio bene assaie (Vis Radio, VLMQN 056286)
- (1964) - Tarantella 'e natale/Natale int'e ccancelle (Vis Radio, VLMQN 056288)
- (1965) - Tu nun vuò bene a nisciuno/Ma comme chiove! (Vis Radio, VLMQN 056292)
- (1965) - Manduline e lacreme/'Na chitarra, Pusilleco e tu (Vis Radio, VLMQN 056304)
- (1965) - Si te ne vaie/'E campane 'e Marechiaro (Vis Radio, VLMQN 056306)
- (1965) - Ammore pienzame/Chitarra antica (Vis Radio, VLMQN 056310)
- (1965) - Schiavo d'ammore/Rumanzo d'ammore (Vis Radio, VLMQN 056313)
- (1965) - Core napulitano/Dimmelo n'ata vota (Vis Radio, VLMQN 056314)
- (1966) - Mare d'estate/'Na sera d'estate (Vis Radio, VLMQN 056344)
- (1966) - Suonno 'e piscatore/Balcone a S.Lucia (Vis Radio, VLMQN 056360)
- (1966) - Sole malato/Sulo pè nnuie (Vis Radio, VLMQN 056370)
- (1966) - Zì Munacella mia/La cammesella (Vis Radio, ViMQN 36926; lado A y B canta junto a Giulietta Sacco)
- (1967) - Voce scunusciuta/Stasera (Vis Radio, ViMQN 36938)
- (1967) - Allegretto, ma non troppo/Miracolo d'ammore (Vis Radio, ViMQN 36939)
- (1968) - Scusate... na preghiera!/Nun sposa cchiù (Vis Radio, ViMQN 36980)
- (1968) - È n'amico... ll'ammore/Famme capi' pecché (Vis Radio, VLMQN 056431)
- (1968) - Lacrema/Egregio milionario (EMI Italiana, MQ 2138)
- (1968) - Signore avvocato/'O marenaro (EMI Italiana, MQ 2146)
- (1969) - Fanfara 'e primmavera/Festa de 'nnammurate (EMI Italiana, MQ 2159)
- (1969) - Fermata obbligatoria/Vulimmoce bene (EMI Italiana, MQ 2161)
- (1969) - Nnammurata busciarda/Songo 'e nato (EMI Italiana, MQ 2162)
- (1970) - Lettera 'e natale/Vocca 'e mele (MA Record, MA MA1)
- (1970) - Pietà pò figlio mio/'Na storia (MA Record, MA MA2)
- (1970) - E vuie durmite ancora/Io sulamente (MA Record, MA MA3)
- (1970) - Nnammurato 'e Marechiaro/Io sulamente (MA Record, MA MA5)
- (1970) - A Madonna de rrose/Il sole è nato a Napoli (MA Record, MA MA6)
- (1970) - Stelletelle, stelletè/Pentimento (MA Record, MA MA7)
- (1971) - O ballo in maschera/Vendetta 'e figlio (MA Record, MA MA10)
- (1971) - Calamita nera/Lettera straniera (MA Record, MA MA11)
- (1971) - L'urdemo segno 'e croce/Traditore (MA Record, MA MA12)
- (1972) - O grande attore/Avemmaria pe' tte (Bella Record, Bella Record BR 161)
- (1972) - E tre cuntrabbandiere/Pulecenella cu a tuta blu (Bella Record, Bella Record BR 164)
- (1972) - Catarì/Reginella (Bella Record, Bella Record BR 165)
- (1972) - Delitto a Via dei Mille/'Ncatenato (Bella Record, Bella Record BR 166)
- (1972) - Povero guappo/Brinneso (Bella Record, Bella Record BR 167)
- (1973) - Peccato/Nù munno 'e bene (Zeus Record, Zeus BE 403)
- (1973) - Gesù bambino nasce a Napoli 1° parte/Gesù bambino nasce a Napoli 2° parte (Zeus Record, Zeus BE 407)
- (1974) - Tradimento all'omertà 1° parte/Tradimento all'omertà 2° parte (prosa) (Zeus Record, Zeus BE 411)
- (1974) - Tu parte/Nun c'è bisogno 'e voce (Zeus Record, Zeus BE 412)
- (1974) - Tradimento all'omertà/Pronto soccorso (Zeus Record, Zeus BE 414)
- (1974) - Na varca a vela/Vattenne (Zeus Record, Zeus BE 419)